# Berghaus (Neudrossenfeld)
Berghaus (oberfränkisch: Bärchhaus) ist ein Gemeindeteil der Gemeinde Neudrossenfeld im Landkreis Kulmbach (Oberfranken, Bayern). Berghaus liegt in der Gemarkung Leuchau.

## Geographie
Die Einöde liegt am Fuße des Rauhen Berges (446 m ü. NHN, 0,6 km östlich), der zum Obermainischen Hügelland gehört. Ein Anliegerweg führt nach Rohr (0,5 km südwestlich).

## Geschichte
Berghaus ist eine neuzeitliche Ausbausiedlung. 1773 wurde es erstmals namentlich erwähnt. Berghaus gehörte zur Realgemeinde Rohr. Gegen Ende des 18. Jahrhunderts bestand es aus einem Anwesen. Das Hochgericht übte das bayreuthische Stadtvogteiamt Kulmbach aus. Die Grundherrschaft über das Tropfhäuslein hatte das Kastenamt Kulmbach.
Von 1797 bis 1810 unterstand der Ort dem Justiz- und Kammeramt Kulmbach. Mit dem Gemeindeedikt wurde Berghaus dem 1811 gebildeten Steuerdistrikt Gößmannsreuth der 1812 gebildeten gleichnamigen Ruralgemeinde zugewiesen. Mit dem Zweiten Gemeindeedikt (1818) wurde die Gemeinde in Leuchau umbenannt. Am 1. Juli 1976 wurde Berghaus im Zuge der Gebietsreform in Bayern nach Neudrossenfeld eingegliedert.

## Einwohnerentwicklung
| Jahr      | 001818 | 001861 | 001871 | 001885 | 001900 | 001925 | 001950 | 001961 | 001970 | 001987 |
| Einwohner | *      | 5      | 4      | 6      | 8      | 7      | 11     | 5      | 5      | 5      |
| Häuser    | *      |        |        | 1      | 1      | 1      | 2      | 1      |        | 1      |
| Quelle    | [ 8 ]  | [ 11 ] | [ 12 ] | [ 13 ] | [ 14 ] | [ 15 ] | [ 16 ] | [ 17 ] | [ 18 ] | [ 1 ]  |

## Religion
Berghaus ist evangelisch-lutherisch geprägt und nach Unsere Liebe Frau (Mangersreuth) gepfarrt.